# Gmina Sulików
Die Gmina Sulików [su'likuf] ist eine Landgemeinde im  Powiat Zgorzelecki der Woiwodschaft Niederschlesien in Polen. Ihr Sitz ist das gleichnamige Dorf (deutsch Schönberg/O.L.) mit etwa 2000 Einwohnern.
Die Gemeinde gehört der Euroregion Neiße an.

## Geographie

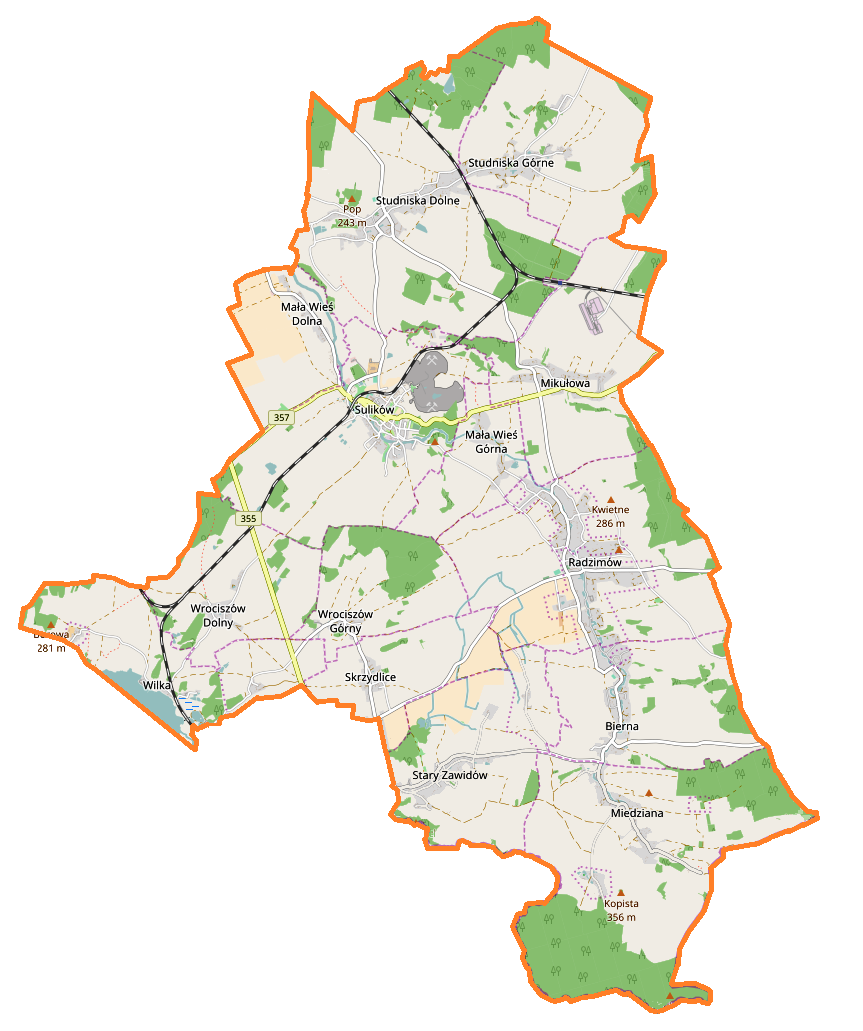
Karte der Gemeinde

Die Gemeinde liegt im Westen der Woiwodschaft und grenzt im Süden an Tschechien. Nachbargemeinden sind die Landgemeinde Zgorzelec im Westen sowie Norden, Siekierczyn im Nordosten, Platerówka im Südosten und Zawidów im Süden. Zgorzelec und Görlitz liegen fünf Kilometer nordwestlich.
Der Ort liegt im polnischen Teil der Oberlausitz. Die Kopista ist 356 m n.p.m. hoch. Der Hauptort liegt an der Czerwona Woda (Rothwasser).

## Geschichte

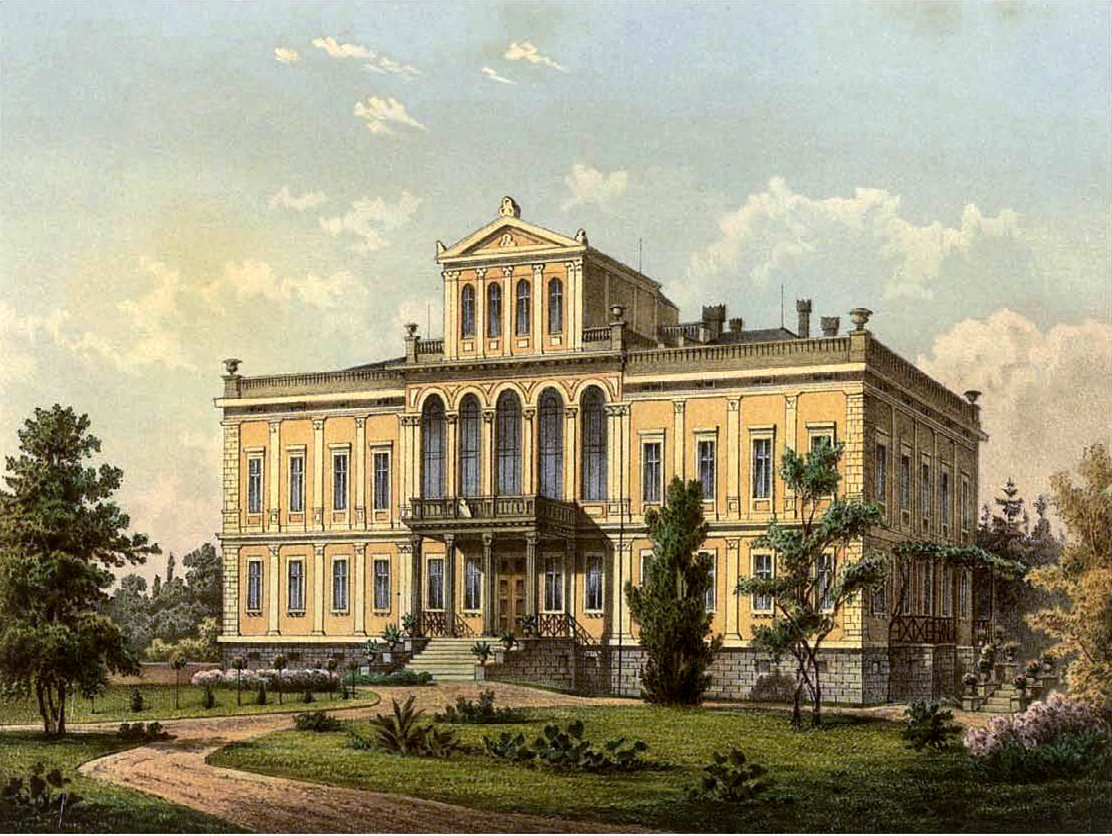
Rittergut Nieder Schönbrunn um 1860, Sammlung Duncker

Die Landgemeinde wurde 1973 aus Gromadas wieder gebildet. Sie kam 1975 von der Woiwodschaft Breslau zur Woiwodschaft Jelenia Góra, der Powiat Lubański wurde aufgelöst. Zum 1. Januar 1999 kam die Gemeinde zur Woiwodschaft Niederschlesien und zum Powiat Zgorzelecki.

## Gliederung
Die Landgemeinde (gmina wiejska) Sulików besteht aus Dörfern mit 16 Schulzenämtern (sołectwa; deutsche Namen, amtlich bis 1945):
- Bierna (Berna)
- Mała Wieś Dolna (Nieder Halbendorf, früher Halbendorf)
- Mała Wieś Górna (Ober Halbendorf, früher Kuhzagel)
- Miedziana (Küpper)
- Mikułowa (Nikolausdorf)
- Radzimów Górny (Ober Bellmannsdorf)
- Radzimów Dolny (Nieder Bellmannsdorf)
- Skrzydlice (Kundorf)
- Stary Zawidów (Alt Seidenberg)
- Studniska Dolne (Nieder Schönbrunn)
- Studniska Górne (Ober Schönbrunn)
- Sulików (Schönberg)
- Wilka (1937–1945 Wilke)
- Wilka-Bory, früher Borów (Bohra)
- Wrociszów Dolny (Nieder Rudelsdorf)
- Wrociszów Górny (Ober Rudelsdorf)

Weitere Orte sind den Schulzenämtern zugeordnet.
- Jabłoniec zu Miedziana (Neu Gablenz)
- Ksawerów, früher Świechów zu Wilka-Bory (Zwecka, 1937–1945 Erlbachtal)
- Łowin zu Miedziana (Neu Löben)
- Nowoszyce zu Bierna (Neuhaus)
- Podgórze zu Sulików (Hartha)
- Wielichów zu Stary Zawidów (Königsfeld)

## Wirtschaft
Eine Fabrik für Pappe besteht in Sulików, in der Umgebung wird Basalt abgebaut.
In Ober-Schönbrunn gab es zwei Ziegeleien und eine Braunkohlegrube, die 1911 geschlossen wurde.

## Verkehr
Die Woiwodschaftsstraße DW357 führt von Radomierzyce (Radmeritz) nach Lubań (Lauban), die DW355 von Koźmin (Kosma) nach Zawidów (Seidenberg).
Der Bahnhof Mikułowa (Nikolausdorf) ist heute ein Haltepunkt an der Bahnstrecke Breslau–Görlitz. Auf der abzweigenden Strecke Mikułowa–Bogatynia mit dem Bahnhof Sulików findet kein Personenverkehr statt.
Der nächste internationale Flughafen ist Breslau.

## Persönlichkeiten
- Jakob Böhme (1575–1624), Naturphilosoph; geboren in Alt-Seidenberg
- Johann Christoph Altnikol (1720–1759), Komponist und Organist, Schüler und Schwiegersohn von Joh. Sebastian Bach; geboren in Berna
- Moritz von Bissing (1844–1917), Generaloberst; geboren in Ober Bellmannsdorf
- Erich Caspar (1879–1956), Politiker (SPD); geboren in Bellmannsdorf.